# Mory Kanté
Mory Kanté, född 29 mars 1950 i Albadaria i Kissidougou, Guinea, död 22 maj 2020 i Conakry, Guinea, var en guineansk sångare och musiker som spelade bland annat instrument som kora och balafon.
Kanté växte upp i en familj där det var tradition att ägna sig åt poesi och musik. Som ung influerades han av många olika musikstilar - rumba, salsa, pop och rock. 1971 blev Kanté upptäckt av saxofonisten Tidiane Koné och blev medlem i hans band, Rail Band of Bamako där Salif Keita var sångare. Keïta lämnade bandet 1973, och Kanté tog över som sångare. Gruppen turnerade i hela Västafrika. Kanté fick en utmärkelse i Nigeria och bodde ett tag i Elfenbenskusten. Här började Kanté blanda mera västerländska instrument och rytmer i sin musik.
1981 spelade Kanté in skivan Courougnegre i Los Angeles. Han etablerade en trupp av musiker, kör och dansare som tillsammans utgjorde 75 man. 1984 flyttade han till Paris där han spelade in skivan Mory Kanté in Paris. Slutet på 1980-talet blev Kantés framgångsrikaste period med skivan Akwaba Beach, inspelad i samarbete med den engelska producenten Nick Patrick. För denna skiva fick Kanté både en guldskiva och den franska motsvarigheten till en Grammy. 
1988 toppade han flera försäljningslistor i Europa med hitten "Yéké Yéké", från skivan Akwaba Beach. 
Under 1990-talet rörde han sig mellan Europa och Afrika.